# Storno (Film)
Storno ist ein deutscher Film von Elke Weber-Moore aus dem Jahr 2002. Der Film schildert die Erlebnisse zweier Freundinnen, die im kleinen hessischen Dorf Hassenhausen leben, gemeinsam im Supermarkt arbeiten und ihre unterschiedlichen Träume zu verwirklichen suchen. Am Ende schaffen sie es doch, sich auf die Realität eines ganz normalen Lebens einzulassen.

## Handlung
Zwei junge Frauen, die Freundinnen Stefanie und Gabi, arbeiten im Supermarkt auf der grünen Wiese und träumen von ihrem Glück. Stefanie lebt mit ihrem vierjährigen Sohn Florian auf dem elterlichen Hof, dessen Verkauf die Eltern aus wirtschaftlichen Gründen erwägen. Martin, der einzige erfolgreichen Landwirt im Dorf, umwirbt Stefanie seit Jahren schüchtern und hofft, mit Hartnäckigkeit zum Ziel zu kommen. Eine Verbindung zwischen beiden wäre auch im Sinne von Stefanies Eltern, da sie ihnen den Erhalt des Hofes ermöglichen würde. Stefanie aber sehnt sich im Stillen nach Thomas, dem Vater Florians. Der verschwand jedoch nach der Nacht, in der Florian gezeugt wurde und weiß nichts von seiner Vaterschaft. Gabi liebt Daily Soaps, träumt von Amerika, wo immer die Sonne scheinen soll und ist mit ihrem Dasein als Ehefrau ihres Mannes Frank, dessen ganzes Engagement der örtlichen Freiwilligen Feuerwehr gehört, unzufrieden.
Eines Tages taucht unvermutet Thomas wieder auf. Als Security-Berater soll er im Supermarkt neue Anlagen installieren. Seine Anwesenheit ändert alles für Stefanie. Sie versucht Thomas für sich zu gewinnen und sucht eine Gelegenheit, ihm mitzuteilen, dass er Florians Vater ist. Gabi entwickelt nach einer nächtlichen Party im Büro des Supermarktes die Idee, den Tresor auszurauben und sich so ihren Traum von Amerika zu verwirklichen. Frank hingegen plant den Bau eines neuen Heims. Martin ist nicht bereit, kampflos auf Stefanie zu verzichten; es gelingt ihm immer wieder zu verhindern, dass Stefanie Thomas näher kommt.
Beim Jubiläumsfest der Freiwilligen Feuerwehr Hassenhausen sagt Stefanie Thomas endlich, dass er Florians Vater ist. Thomas reagiert zu Stefanies Bestürzung ablehnend und will von seiner Vaterschaft nichts wissen. Hiernach kommt es zum Streit zwischen Martin und Thomas, in dessen Folge der Toilettenwagen Feuer fängt. Das Durcheinander nutzen Gabi und Stefanie, begleitet von ihrem Sohn Florian, um nach Amerika zu flüchten. Um das Geld dafür zu bekommen, dringen sie zuvor noch in den Supermarkt ein und räumen den Tresor aus. Allerdings springt ihr Auto nicht an und so verbleiben sie resigniert auf dem Supermarktparkplatz und warten darauf, dass jemand vorbeikommt. Währenddessen verursachen die betrunkenen Männer der Freiwilligen Feuerwehr Hassenhausen bei den Löscharbeiten einen Kurzschluss, der einen Stromausfall der ganzen Region zur Folge hat. So bleibt auch die Alarmanlage des Supermarktes wirkungslos; die von den beiden Frauen ängstlich erwartete Polizei kommt nicht. Martin sucht mit seinem Traktor die verschwundene Stefanie überall und findet die beiden Frauen und das Kind am Morgen auf dem Supermarktparkplatz.
Gabi fliegt mit dem erbeuteten Geld mit Frank nach Amerika, wo es drei Wochen lang nur regnet. Die Reise bringt aber neuen Wind in ihre Ehe. Stefanie heiratet Martin. Thomas wird der Tresoreinbruch angelastet, der ist ihm aber nicht zu beweisen und er verlässt Hassenhausen.

## Produktion
Elke Weber-Moore wählte für den Film Storno ihr Heimatdorf Hassenhausen in Oberhessen als Schauplatz. Gedreht wurde im Jahr 2001. Kinostart war am 13. Juni 2002. Der Film wurde in den folgenden Jahren öfter im Fernsehen, u. a. auf Arte und im ZDF ausgestrahlt.
Neben den 'gestandenen' Schauspielern Fanny Staffa, Paula Paul, Simon Schwarz, Andreas Patton, Cornelius Schwalm und Regine Vergeen und ihrer zur Drehzeit 7- und 4-jährigen Kinder Zoe und Adrian, wurden die meisten Rollen mit Laiendarstellern aus Hassenhausen und den umliegenden Dörfern besetzt.

## Kritik
„Das grösste Spektakel in der Provinzposse ‚Storno‘ ist ein brennendes Klohäuschen. Bezeichnenderweise. Denn in ihrem Regiedebüt seziert die Autorin Elke Weber-Moore genüsslich den tristen Mikrokosmos eines hessischen 370-Seelen-Dorfes…“ befand Cinema.
Die Deutsche Film- und Medienbewertung FBW in Wiesbaden verlieh dem Film das Prädikat wertvoll.